# 曽我部奈央
曽我部 奈央（そがべ なお、1996年10月14日 - ）は、日本の元女子バスケットボール選手である。愛媛県出身。ポジションはG。バスケットボール女子日本リーグの日立ハイテク クーガーズに所属していた。

## 来歴
聖カタリナ学園高校在学中、U18アジアカップ日本代表に選出される。
卒業後、富士通に入社。
2019年オフ、日立ハイテククーガーズ移籍。
2020年オフ、日立ハイテククーガーズのホームページで現役引退を発表した。

## 経歴
- 聖カタリナ学園高 - 富士通（2016年〜2019年） - 日立ハイテク（2019年〜2020年）

## 日本代表歴
- 2014年U18アジアカップ